# كاشكايش

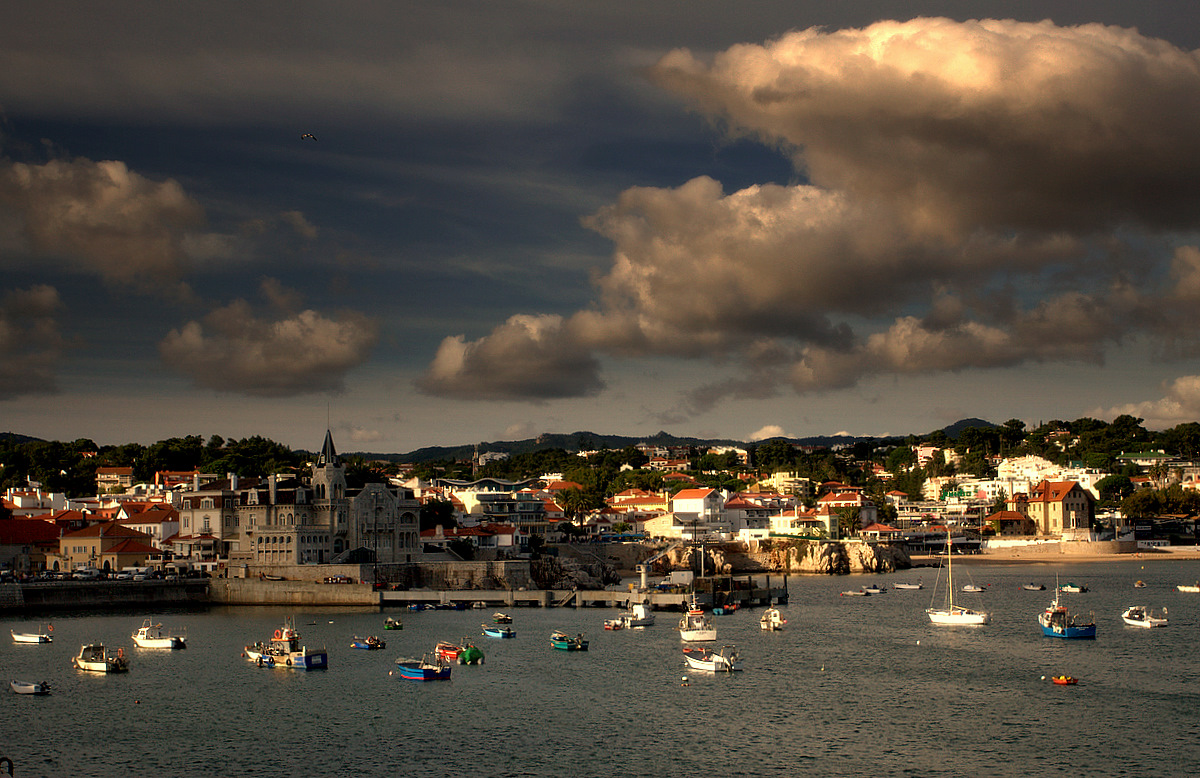

كَشكَيْش أو كَشكايِش أو (نقحرة: كاشكايش) ((بالإنجليزية: Cascais)) هي بلدة ساحلية وبلدية في البرتغال تبعد عن العاصمة لشبونة 30 كيلومتر (19 ميل) غرباً. كان عدد سكانها بحلول عام 2011 قد بلغ 206,479 نسمة.

## توأمة
لكَشكَيْش اتفاقيات توأمة مع كل من:
- أتامي
- فيتوريا، البرازيل
- Santana, São Tomé and Príncipe [الإنجليزية]‏
- بياريتز
- ووشي
- غزة
- خاي خاي
- غواروجا
- بولاما
- كامبيناس
- كارشياكا
- ساوساليتو
- Ungheni [الإنجليزية]‏
- سالفادور
- سال [الإنجليزية]‏

## أعلام
- فرناندو لوبيز دوس سانتوس فاريلا
- روي خورداو
- ماريانا فان زيلر
- خوسيه أنتونيو بارغييلا
- دومينغوس دوارتي
- دانييل كاريسو
- إلسي ليزا
- أوسكار ريباس
- فرانسيسكو دا كوستا غوميز
- يوسف فابيان

## روابط خارجية
- الموقع الرسمي للسياح
- Municipality website (Portuguese only)
- local cascais directory نسخة محفوظة 22 أغسطس 2016 على موقع واي باك مشين.